# أحمد باشا الدفتردار
أحمد باشا الدفتردار سياسي عثماني شغل منصب والي مصر منذ 1675 حتى 1676.